# Amphilius kakrimensis
Amphilius kakrimensis е вид лъчеперка от семейство Amphiliidae. Видът е световно застрашен, със статут Уязвим.

## Разпространение
Разпространен е в Гвинея.

## Описание
На дължина достигат до 4,2 cm.